# امام‌رود
امام‌رود یا امامرود، روستایی است از توابع بخش مرکزی شهرستان چالوس در استان مازندران ایران.

## جمعیت
امامرود دارای جمعیتی بالغ بر 780 نفر می‌باشد. مردم امامرود از قومیت طبری هستند. مردم امامرود به زبان طبری با گویش چالوسی سخن می‌گویند.

## زبان
مردم امامرود به زبان طبری با گویش چالوسی سخن می‌گویند.

## ساکنین
مردم امامرود از قومیت طبری هستند. به مرور زمان طوایفی از کلنو سفلی و کلنو علیا به امامرود هجرت کردند و تاکنون نیز مقیم و ساکن این روستا هستند. 

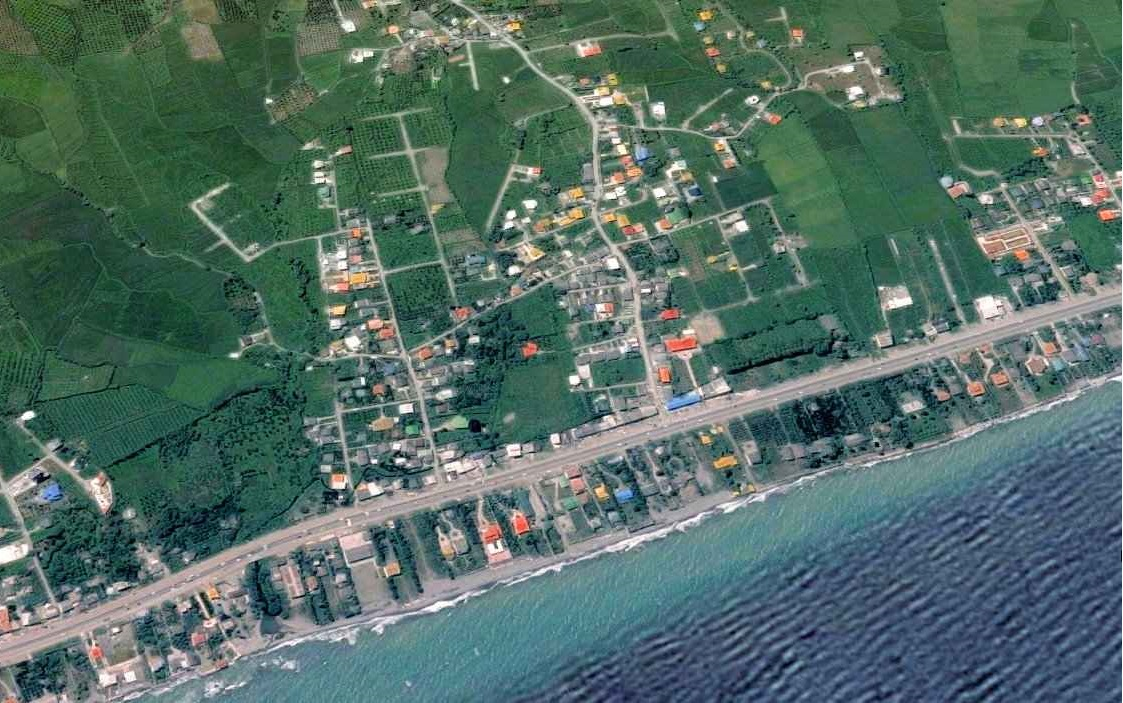
امامرود

## تفریحات
ساحل امام رود با دارا بودن وسایل تفریحی متنوع  از جمله قایق و موتر چاهار چرخ در خدمت شماست 
امیر ارسلان روحی . امیر ارسلان روحی . امیر ارسلان روحی 

## وجه تسمیه
در مورد وجه تسمیه این روستا منبع موثقی موجود نیست
اما بنا به روایات محلی ، در حدود 100 سال پیش از این در منطقه‌ای از این روستا  منطقه‌ای زیارتی و مقدس (گویا محل دفن بزرگ یا امام زاده‌ای بوده‌است )وجود داشت که اهالی بسیار به آن احترام میگذاشتند
اما در حال حاضر اثری از آن وجود ندارد

## تاریخچه

### دوران باستان

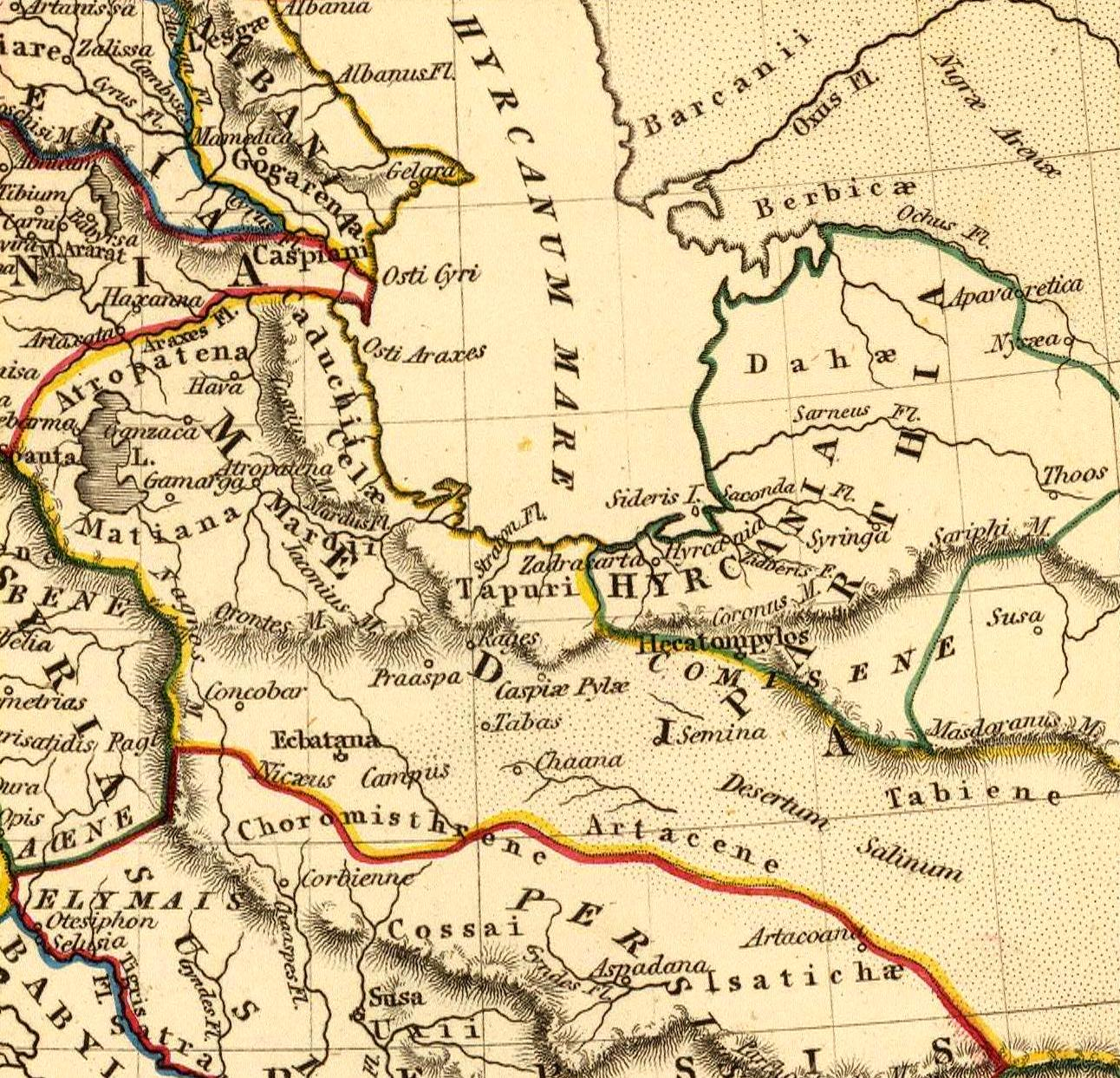
موقعیت تپورها در قرن دوم قبل از میلاد، از شرق سپیدرود تا هیرکانیا

استان مازندران پیش از اسلام تپورستان (به پهلوی: ) نامیده می‌شد که برگرفته از نام قوم تپوری (به یونانی: Τάπυροι) می‌باشد که پس از اسلام قوم طبری نام گرفتند و سرزمینشان طبرستان نامیده شد. تپورستان در اصل ناحیه‌ای در غرب مازندران و شرق گیلان بود و این ناحیه به کل مازندران گفته می‌شد.
به گفته واسیلی بارتلد تپوری‌ها در قسمت جنوب شرقی ولایت سکونت داشتند و در قید اطاعت هخامنشیان درآمده بودند و آماردها مغلوب اسکندر مقدونی و بعد مغلوب اشکانیان شدند و اشکانیان در قرن دوم ق.م آنها را در حوالی ری سکونت دادند و اراضی سابق آماردها به تصرف تپوری‌ها درآمد و بطلمیوس در شرح دیلم یعنی قسمت شرقی گیلان در ساحل  بحر خزر فقط از تپوری‌ها نام می‌برد. به گفته مجتبی مینوی قوم آمارد و قوم تپوری در سرزمین مازندران می‌زیستند و تپوری‌ها در ناحیه کوهستانی مازندران و آماردها در ناحیه جلگه‌ای مازندران سکونت داشتند. در سال ۱۷۶ ق.م فرهاد اول اشکانی قوم آمارد را به ناحیه خوار کوچاند و تپوری‌ها تمام ناحیه مازندران را فرو گرفتند و تمام ولایت به اسم ایشان تپورستان نامیده شد. شهرهای آمل، چالوس، کلار، سعیدآباد و رویان جزئی از سرزمین قوم تپوری بودند. سرزمین لنگا و تنکابن بخشی از سرزمین دو قوم تپوری و آمارد بود.

## دوران قاجار
در اواسط قرن 13 خورشیدی (حدود سالهای 1260 ) ناخوش احوالی به این روستا رسیده و جمعیت زیادی را به کام مرگ میکشاند
عده‌ای هم به جاهای دیگر متواری و کوچ کردند
و پس از چند سال دوباره عده‌ای به این روستا آمده و به آباد کردن و سکونت در آن پرداختند  که از مهمترین آن‌ها میرزا مباشر نام داشت که بعد از ایشان نصرت الله فرزند بزرگ او و بعد از مرگ زودهنگام نصرت الله  برادرش صدر الله زمیندار  و کدخدای ده به‌شمار می آمدند

## اهمیت منطقه‌ای
این روستا از دیرباز منطقه ی مهمی به‌شمار می آمد ،
وجود تنها نام این روستا در میان  آبادی‌های  اطراف ، در لغت‌نامه دهخدا و فرهنگ جغرافیای ایران ، خود دلیل محکمی بر این ادعاست
و در دوران مشروطه محل استقرار ژاندارمری ناحیه ی غربی نوشهر چالوس بوده‌است

## رودها
زرد کیله  (رود زرد) که آب آن از رودخانه سردآبرود تأمین می‌شود و محل رسیدن آن به دریا حد فاصل بین امام‌رود و دوجمان است. 

## هم جواری
این روستا از شمال به دریاچه خزر و از جنوب به روستای کلاچان و از شرق به روستای دوجمان و از غرب به شهر هچی رود ختم می‌شود